# 天安外国公民教化所
天安外国公民教化所是韩国的一所专门收押外国囚犯的监狱。这是韩国乃至全世界第一所专门收监外国囚犯的监狱。

## 沿革
2010年2月23日，天安外国公民教化所正式启用。天安外国公民教化所是由天安少年监狱改造而成，总面积41.3万平方米，可容纳1230名囚犯。外国囚犯按照国籍及宗教信仰分开收押。
大韩民国法务部表示，该监狱的设立是为改善外国囚犯待遇。根据法务部的统计，截至2009年底，在韩国居住的外国人达120万，在韩国各地监狱收押的外国囚犯达1500余人。
天安外国公民教化所为囚犯提供韩餐及外国饮食。囚犯可收看卫星电视的多语种节目，还可体验韩国传统文化。天安外国公民教化所还将选拔模范囚犯，加以园艺、管道维修等等职业培训，并教韩文。